# Vallouise-Pelvoux
Vallouise-Pelvoux – gmina we Francji, w regionie Prowansja-Alpy-Lazurowe Wybrzeże, w departamencie Alpy Wysokie. W 2013 roku liczba ludności wynosiła 1275 mieszkańców. 
Gmina została utworzona 1 stycznia 2017 roku z połączenia dwóch ówczesnych gmin: Pelvoux oraz Vallouise. Siedzibą gminy została miejscowość Pelvoux.